# Levieria nitens
Levieria nitens är en tvåhjärtbladig växtart som beskrevs av Perk.. Levieria nitens ingår i släktet Levieria och familjen Monimiaceae. Inga underarter finns listade i Catalogue of Life.